# I’ll See You in My Dreams
«I’ll See You in My Dreams» — популярная песня и джазовый стандарт, написанная Айшемом Джонсом на слова Гаса Кана, впервые опубликованная в 1924 году. Запись была сделана 4 декабря того же года Айшемом Джонсом под управлением оркестра Рэя Миллера. Выпущенная на лейбле Brunswick Records, она продержалась в чартах 16 недель в 1925 году, проведя семь недель на первом месте в Соединенных Штатах. Другими популярными версиями 1925 года были записи в исполнении Мэрион Харрис, Пола Уайтмена, Ford & Glenn и Льюиса Джеймса, которые также входили в первую десятку чартов.
Песня была выбрана в качестве заглавной для фильма 1951 года «Увижу тебя в моих снах» — музыкальной биографии Гаса Кана.
Свои варианты этой песни были записаны и исполнены многими ведущими артистами, включая Клиффа Эдвардса, Луи Армстронга, Бинга Кросби, Дорис Дэй, Эллу Фицджеральд, Марио Ланца, Тони Мартина, The Platters, Эцио Пинцу, Сью Рэйни, Джерри Ли Льюиса, Энди Уильямса и Линду Скотт.
Песня была также записана Джанго Рейнхардтом и квинтетом Hot Club of France и вдохновила Мерла Трэвиса записать ее, как гитарную инструментальную версию. Многие другие гитаристы, включая Чета Аткинса и Тома Бреша, французского гитариста Мишеля Лелонга включали гитарные аранжировки песни в свои концертные листы.
Песня была записана Марио Ланца на его шоу Coca-Cola в 1951—1952 годах и вошла в сборник, записанный с тех же концертов и имеющий то же название — I’ll See You in My Dreams, выпущенный BMG в 1998 году.
Последняя по времени версия песни «I’ll See You in My Dreams», попавшая в чарты, принадлежит Пэту Буну, она стала заглавным треком его альбома 1962 года. Песня достигла 32-го места в чарте Billboard Hot 100 и девятого места в чарте Adult Contemporary. Она также стала хитом в Великобритании, где достигла 27-го места в UK Singles Chart.

## Другие кавер-версии
- Ранняя версия была записана гавайским мастером игры на стил-гитаре Джозефом Кекуку в 1925 году.[9]
- Версия 1953/54 годов Эдди Кокрана была выпущена в 1997 году в альбоме Rockin' It Country Style .[10]
- В 1955 году Анита О’Дэй включила песню в свой альбом This Is Anita[11]
- В 1976 году Рон Гудвин и его оркестр записали эту песню для своего альбома Rhythm and Romance.
- В 1987 году Марк Нопфлер и Чет Аткинс исполнили эту песню вживую в виде попурри с песней Джона Леннона «Imagine»[12].
- В 2002 году Джо Браун исполнил версию песни на укулеле в финале концерта-посвящения Джорджу Харрисону Concert for George[13].
- В 2005 году американская певица и автор песен Ингрид Майклсон записала кавер-версию песни для своего дебютного альбома Slow the Rain .[14].
- В 2013 году фронтмен группы The National Мэтт Бернингер записал эту песню с Винсом Джордано и оркестром Nighthawks для саундтрека к фильму «Подпольная империя».
- Канадская джазовая пианистка и певица Дайана Кролл включила песню в свой студийный альбом 2017 года Turn Up the Quiet[15].

## Появления в кино
- 1939 — Элис Фэй спела эту песню в мюзикле «Роза Вашингтон-сквер»[16].
- 1940 — Песня вошла в саундтрек к фильму «Китти Фойл», за который Джинджер Роджерс получила свою единственную премию «Оскар» за лучшую женскую роль в главной роли. Звучала по радио в баре и исполнялась группой в ночном клубе. Под этот танец также танцуют Джинджер Роджерс и Деннис Морган.
- 1944 — «Follow the Boys» — исполняет Джанет Макдональд .
- 1946 — Марджи — поёт Джин Крейн (дублировала Луанн Хоган)
- 1951 — «I’ll See You in My Dreams» — исполняется хором во время вступительных и заключительных титров, также в исполнении Дорис Дэй
- 1975 — Сердца Запада